# Кантола, Арья
Арья Лена Кантола (Клемц) (фин. Arja Leena Kantola (Klemz); род. 13 июня 1949 года, Рованиеми, Финляндия) — финская конькобежка, участница зимних Олимпийских игр 1968 и 1972 года, чемпионка Финляндии в спринтерском многоборье, 10-кратная призёр чемпионата Финляндии.. Выступала за "Lapin Lukko" (Рованиеми).

## Биография
Арья Кантола начинала кататься на фигурных коньках, прежде чем в 12 лет обзавелась скоростными коньками. Уже через два года в 1964 году она участвовала на чемпионате Финляндии и стала бронзовым призёром в мини-многоборье среди юниоров. В 1965 году Арья заняла 3-е место на чемпионате страны среди взрослых и вошла в основной состав сборной. На домашнем чемпионате мира в классическом многоборье в Оулу заняла 24-е место.
В 1965 и 1966 году становилась чемпионкой Финляндии в многоборье среди юниоров, а также с 1965 по 1969 год включительно выигрывала бронзовые медали многоборья на взрослом уровне. На чемпионате мира в классическом многоборье в 1966 году заняла последнее 35-е место. В 1968 году Арья поднялась на 16-е место на чемпионате мира в классическом многоборье. В феврале на зимних Олимпийских играх в Гренобле заняла лучшее 12-е место в забеге на 500 м, стала 22-й на дистанциях 1000 и 1500 м и 24-й на 3000 м.
Ещё через год на чемпионате мира в классическом многоборье финишировала 22-й. В 1970 году Арья Кантола участвовала на первом чемпионате Европы в Херенвене, заняв там 20-е место, а следом на чемпионате Финляндии впервые поднялась на 2-е место в многоборье. В 1971 году заняла уже 17-е место в многоборье на чемпионате Европы, 18-е на чемпионате мира в классическом многоборье и 8-е на спринтерском чемпионате мира. 
В 1972 году на зимних Олимпийских играх в Саппоро заняла 16-е место на дистанции 500 м, 20-е на 1000 м и 21-е на 3000 м. В марте 1972 впервые выиграла спринтерский чемпионат Финляндии. В планы Арьи входило, чтобы переехать в Западную Германию и представлять её на соревнованиях. Но её беременность помешала и она завершила карьеру. 

## Личная жизнь
Арья Кантола в 1971 году встречалась с немецким шеф-поваром Вальтером Клемцом, который работал в ресторане ледового стадиона в Рованиеми. Но через год, в 1972 году переехали в Инцелль, где в том же году и поженились.